# A Girl in the Wonder Land
『A Girl in the Wonder Land』（ア・ガール・イン・ザ・ワンダー・ランド）は、松田聖子通算47枚目のオリジナル・アルバム。2013年6月5日発売。発売元はユニバーサルシグマ。

## 解説
前作『Very Very』から1年ぶり。「1人の少女が1枚のアルバムの中で旅をする」をコンセプトに、本作ではCHARAが2曲、久保田利伸が1曲それぞれ作曲を担当した。

## 収録曲
特記以外作詞：Seiko Matsuda／作曲：Seiko Matsuda & Ryo Ogura／編曲：Ryo Ogura・Naoki Kurio
1. A Girl in the Wonder Land
2. LuLu!!
  - 作曲：CHARA
3. Fairytale
  - 編曲：Ryo Ogura・Sachiko Miyano
4. カリビアン ウインド
  - 編曲：Ryo Ogura・Naoki Kurio・Sachiko Miyano
5. Oh! Darling, Listen to me!!
  - 作曲：Ryo Ogura
  - 編曲：Ryo Ogura・Naoki Kurio・Sachiko Miyano
6. ひみつ
  - 作詞・作曲：CHARA
7. Oh No!!
8. 白い月
  - 作曲：Toshinobu Kubota
9. I'm saying good bye 〜愛しい人〜
10. あの星の輝きをあなたのもとへ
  - 作曲：Ryo Ogura

### DVD（初回限定盤Aのみ）
1. A Girl in the Wonder Land 〜Seiko Matsuda Special Interview〜
2. LuLu!!〜Music Video Making〜